# ベネディクトゥス5世 (ローマ教皇)
ベネディクトゥス5世（ベネディクトゥス5せい、Benedictus V、? - 966年7月4日）は、ローマ教皇（在位：964年5月22日 - 6月23日）。
ローマ出身。
963年、教皇ヨハネス12世は神聖ローマ皇帝オットー1世によって廃位され、新たにレオ8世が教皇に即位した。しかしレオ8世は不人気で、翌年にオットー1世がローマから去ると、レオ8世はローマから逃走し、代わって前任のヨハネス12世がローマに戻って教皇に復位した。しかしその後すぐにヨハネス12世は急死、助祭として文法学を教えていたベネディクトゥスがローマ市民によって964年5月に教皇位に選出された。しかしオットー1世はこの選出を承認せず、1か月後にローマに戻って軍事的圧力をかけ、ベネディクトゥス5世を再び助祭に降格させる。同時代の史料ではベネディクトゥス自身がこの降格に同意したとされている。ベネディクトゥス5世の降格が決定された教会会議において、レオ8世はベネディクトゥス5世の着けていたパリウムをみずから剥ぎ取り、そして司牧杖を折っている。この記録が教皇の司牧杖についての最初の記述となる。
そののち、ベネディクトゥスはハンブルクへ移送され、ハンブルク・ブレーメン大司教のアダルダーク (Adaldag) の下に置かれ、助祭として966年まで生きた。その遺骸はハンブルクの聖堂に葬られ、のちにローマへと移された。